# صفوح مؤيد العظم
صفوح مؤيد العظم (1896-1962)، رجل دولة سوري من دمشق، تسلّم قيادة شرطة سورية مرتين، كانت الأولى عام 1937 والثانية في 1942، وعُين محافظاً على مدينة دمشق في 19 حزيران 1940. وهو عديل رئيس وزراء لبنان رياض الصلح.

## البداية
ولِد صفوح مؤيد العظم بدمشق في أُسرة سياسية عريقة، تسلّم أبناؤها مقاليد الحكم في مدينتهم طوال سنوات القرن الثامن عشر. دَرَس في المدرسة العازارية بدمشق وفي الجامعة الأميركية في بيروت، وانخرط في صفوف الحركة الوطنية في شبابه، دعماً لابن عمه شفيق مؤيد العظم، نائب دمشق في مجلس المبعوثان الذي أُعدم على يد جمال باشا سنة 1916. نظراً لنشاطه العروبي، نُفي صفوح مؤيد العظم إلى مدينة بورصة التركية، حيث وُضع تحت الإقامة الجبرية حتى نهاية الحرب العالمية الأولى، ليعود بعدها إلى دمشق في عهد الملك فيصل الأول.

## مديراً للشرطة السورية
التحق صفوح مؤيد العظم بالوظائف الحكومية في زمن الانتداب الفرنسي وأصبح محافظاً على حوران ثم مديراً لسجن قلعة دمشق، وبعدها قائداً للشرطة السورية، خلفاً لبهيج الخطيب سنة 1937.
كان يَخرج بنفسه مع دوريات الليل، لمطاردة اللصوص وقاطعي الطريق، ويدخل إلى الكهوف في جبل قاسيون لمفاوضتهم أو إلقاء القبض عليهم. ومع ذلك، كان رحيماً مع السجناء، وتحديداً المحكومين منهم بجرائم لا علاقة لها بالشرف. في الأعياد، كان يختار مجموعة من هؤلاء ويعرض عليهم إخلاء سبيل خلال فترة العيد، ليقضوا وقتاً مع أُسرهم، شرط أن يعودوا إلى السجن في ساعة محددة من تاريخ محدد. وكان يطلب من السجين أن يضع يده على شاربه، ويُقسم أن يلتزم بهذا الموعد، وإلا يُعتبر عديم شرف ووجدان.
وكان يأخذ هذا الأمر على مسؤوليته الشخصية، بموافقة رئيس الحكومة الشيخ تاج الدين الحسني الذي كان يثق بصفوح مؤيد العظم ثقة عمياء. وعمل مؤيد العظم على مساعدة الثوار المعتقلين على الفرار من السجن لتفادي عقوبة الإعدام، مثل وهبي فتوش والشيخ مصطفى الجليلي، أحد قادة ثورة حوران. وحافظ على منصبه في الشرطة حتى حزيران 1940، عندما تم نقله محافظاً على مدينة دمشق، أو أميناً على العاصمة، خلفاً لتوفيق الحياني.

## محافظاً على دمشق
كانت فترة تولى صفوح مؤيد العظم مهام المحافطة متوترة جداً، بسبب سوء الأوضاع الاقتصادية وغلاء المعيشة الناتج عن الحرب العالمية الثانية. كانت الدولة السورية في حالة تأهب شديد ونقص كبير في مواردها المادية، مما جعل أي تطوير عمراني في المدينة مُستحيلاً، وكان على مؤيد العظم تأمين الإعاشة للناس، والتأكد من عدالة توزيع المؤن على المحتاجين والفقراء، وفي هذه الفترة، سقطت باريس في قبضة الجيش الألماني وصارت سورية تابعة لنظام حكم فيشي الذي أٌقيم في فرنسا، الموالي للزعيم النازي أدولف هتلر. كما شهد مؤيد العظم دخول قوات فرنسا الحرة إلى سورية لتحريرها من حكم فيشي، ولعب دوراً هاماً بالحفاظ على الأمن والأمان في مدينته خلال هذه الاضطرابات، ليحظى بتكريم من الجنرال شارل ديغول.  

## جريمة اغتيال الشهبندر
وبعد أسبوعن من تكليفه بمهام المحافظة، وقعت جريمة نكراء هزت المجتمع الدمشقي وأودت بحياة الزعيم الوطني عبد الرحمن الشهبندر، الذي اغتيل في عيادته الطبية وسط حي الشعلان. تعاون صفوح مؤيد العظم مع صديقه وأحد أقربائه نزيه مؤيد العظم، صهر الشهبندر، على إلقاء القبض على المجرمين، حيث قُدمت مكافأة مادية لأي شخص يساعد على رصد الجناة، تبرع بها الصناعي الحاج عثمان الشرباتي. أُلقي القبض على الجُناة في بساتين الميدان، وسيقوا مكبلين إلى مخافر الشرطة للتحقيق معهم، بحضور صفوح مؤيد العظم، نظراً لخبرته الطويلة مع المُجرمين. وُجهت أصابع الاتهام يومها إلى عدد من قادة الكتلة الوطنية من خصوم الشهبندر السياسيين، مثل جميل مردم بك، رئيس الوزراء الأسبق، وسعد الله الجابري، وزير الخارجية الأسبق، ولطفي الحفار، وزير المالية الأسبق. في أوراقه المنشورة بعد رحيله بسنوات طويلة، يقول جميل مردم بك إن قائد الشرطة بهيج الخطيب اجتمع مع أحد الجناة، ويدعى خليل غندور، بحضور صفوح مؤيد العظم وأمره أن يتهم قادة الكتلة الوطنية ويقول إنهم طلبوا منه اغتيال الشهبندر.

## العودة إلى مديرية الشرطة
وفي عام 1942، وصل الشيخ تاج الدين الحسني إلى سدة الرئاسة في سورية، وطلب من صديقه القديم العودة إلى مديرية الشرطة التي برع بقيادتها قبل سنوات. ولكن فترته الثانية في المنصب لم تدم طويلاً، فقد قدم استقالته مطلع عام 1943، بعد وفاة الشيخ تاج، واعتزل الوظائف الحكومية حتى وفاته بدمشق سنة 1962.